# Aenictus latifemoratus
Aenictus latifemoratus är en myrart som beskrevs av Mamoru Terayama och Seiki Yamane 1989. Aenictus latifemoratus ingår i släktet Aenictus och familjen myror. Inga underarter finns listade i Catalogue of Life.